# Список вулиць Києва (О)
Це список вулиць міста Києва, назви яких починаються на літеру О.
До списку входять усі урбаноніми Києва, що містяться в офіційному довіднику «Вулиці міста Києва», затвердженому 2015 року, а також у міській інформаційно-аналітичній системі забезпечення містобудівної діяльності (МІАС ЗМД) «Містобудівний кадастр Києва», довіднику «Вулиці Києва» 1995 року та атласі «Київ до кожного будинку». Назви вулиць, які відсутні в офіційному довіднику, подані курсивом. Проєктні вулиці, що мають код у кадастрі, але не мають назв, у списку не наведені.
У списку вулиці подані за алфавітом. Назви вулиць на честь людей відсортовані за прізвищем (якщо прізвище відсутнє — за іменем) і подаються у форматі Прізвище Ім'я і/або Посада. Якщо вулиця названа за цілісним псевдонімом, то сортування відбувається за першою літерою псевдоніма або імені, тобто Бориса Тена подано на літеру Б, Ганни Барвінок — на Г, Дзиґи Вертова — на Д, Івана Багряного — на І, Кузьми Скрябіна — на К, Лесі Українки — на Л, Марка Вовчка, Марка Черемшини, Миколи Хвильового і Мирослава Ірчана — на М, Олени Пчілки і Остапа Вишні — на О, Панаса Мирного — на П, Юрія Клена — на Ю, Якуба Коласа, Яна Райніса, Янки Купали і Януша Корчака — на Я. Вулиці, що мають, окрім назви, порядковий номер, відсортовані за власною назвою, наприклад 2-й Левадний провулок на літеру Л. Вулиця Радгосп «Совки» розміщена на літеру С, вулиця Міста Шалетт — на літеру Ш. Назви вулиць, що починаються на число (окрім вулиць, зазначених вище), записані словами і подані на відповідну літеру (Восьмого Березня, Першого Травня тощо).
Вулиці з назвами «Садова» (в тому числі «номерні») і лінії виділені в окремі списки.
Станом на 1 січня 2023 року в Києві 2833 урбаноніми, з них:
| - 2059 вулиць; - 533 провулки; - 77 ліній; - 59 площ і майданів; | - 32 проспекти; - 22 бульвари; - 15 узвозів; | - 12 проїздів; - 11 шосе; - 5 доріг; | - 3 алеї; - 3 набережних; - 2 тупики. |

Колір фону у списку залежить від типу урбаноніма.
Після списку існуючих вулиць наведено список зниклих вулиць (вулиць, які були ліквідовані або включені до інших вулиць протягом XX—XXI століть), а також список попередніх назв вулиць, починаючи з 1800 року. Назви перейменованих вулиць, що починаються на число (окрім вулиць, зазначених вище), записані словами і подані на відповідну літеру (Третього Інтернаціоналу, Дев'ятого Січня, Дванадцятого Грудня, Двадцять П'ятого Жовтня, Сорокаріччя Жовтня, П'ятдесятиріччя Жовтня, Шістдесятиріччя Жовтня тощо).

## Вулиці міста Києва
| Назва                        | Тип   | Колишні назви                                                   | Район                       | Місцевість               | Рік затв.       | Код об'єкта |
| ---------------------------- | ----- | --------------------------------------------------------------- | --------------------------- | ------------------------ | --------------- | ----------- |
| Оболонська                   | вул.  |                                                                 | Подільський                 | Поділ                    | XVIII ст.       | 11175       |
| Оболонська                   | наб.  |                                                                 | Оболонський                 | Оболонь                  | 2003            | 11176       |
| Оболонська                   | площа | Дружби народів СРСР                                             | Оболонський                 | Оболонь                  | 2015            | 10485       |
| Оболонський                  | пр-т  | Центральна міська № 1 вул., Оболонський, Корнійчука Олександра  | Оболонський                 | Оболонь                  | 1993            | 11177       |
| Оборонна                     | вул.  | Нова 418-ма                                                     | Солом'янський               | Олександрівська слобідка | 1944            | 11178       |
| Оборони Києва                | вул.  | Житомирського шосе 19-й км                                      | Святошинський               |                          | 2015            | 13046       |
| Оборонний                    | пров. | Нова вул.                                                       | Солом'янський               | Олександрівська слобідка | 1955            | 11179       |
| Обсерваторна                 | вул.  | Обсерваторний пров.                                             | Шевченківський              | Кудрявець                | сер. ХІХ ст.    | 11180       |
| Обухівська                   | вул.  | Сирецька 2-га                                                   | Святошинський               | Біличі                   | 1955            | 11181       |
| Овочевий                     | пров. | Нова 62-га вул.                                                 | Шевченківський              | Нивки                    | 1955            | 11182       |
| Овруцька                     | вул.  |                                                                 | Шевченківський              | Татарка                  | 1869            | 11183       |
| Огарьова                     | вул.  | Нова 857-ма                                                     | Святошинський               | Авіамістечко             | 1955            | 11184       |
| Огієнка Івана                | вул.  | Лінія 3-Б + Лінія 3-В, Ігорзька, Ігарська, Лукашевича Миколи    | Солом'янський               | Залізнична колонія       | 2015            | 10955       |
| Огіркова                     | вул.  | Огуречна                                                        | Подільський                 |                          | 2018            | 12033       |
| Одеська                      | вул.  | Нова 72-га                                                      | Солом'янський               | Новокараваєві дачі       | 1944            | 11185       |
| Одеська                      | площа | Нова                                                            | Голосіївський               | Теремки-1                | 1976            | 11186       |
| Озерна                       | вул.  |                                                                 | Дарницький                  | Бортничі                 | 1988            | 11189       |
| Озерна                       | вул.  |                                                                 | Оболонський                 | Оболонь                  | 1982            | 11190       |
| Озерна                       | вул.  |                                                                 | Святошинський               | СТ «Нивки»               |                 | 12726       |
| Озерна                       | вул.  |                                                                 | Солом'янський               | Олександрівська слобідка | 1910-ті         | 11191       |
| Озерна 1-ша                  | вул.  |                                                                 | Дарницький                  | Осокорки                 |                 | 12168       |
| Озерна 1-ша                  | вул.  |                                                                 | Дарницький                  | Осокорки                 |                 | 12179       |
| Озерна 2-га                  | вул.  |                                                                 | Дарницький                  | Осокорки                 |                 | 12169       |
| Озерна 2-га                  | вул.  |                                                                 | Дарницький                  | Осокорки                 |                 | 12180       |
| Озерна 3-тя (Вишнева)        | вул.  |                                                                 | Дарницький                  | Осокорки                 |                 | 12170       |
| Озерна 3-тя                  | вул.  |                                                                 | Дарницький                  | Осокорки                 |                 | 12181       |
| Озерна 4-та (Ожинова)        | вул.  |                                                                 | Дарницький                  | Осокорки                 |                 | 12171       |
| Озерна 4-та                  | вул.  |                                                                 | Дарницький                  | Осокорки                 |                 | 12182       |
| Озерна 5-та (Горіхова)       | вул.  |                                                                 | Дарницький                  | Осокорки                 |                 | 12172       |
| Озерна 6-та (Абрикосова)     | вул.  |                                                                 | Дарницький                  | Осокорки                 |                 | 12173       |
| Озерна 7-ма (Сунична)        | вул.  |                                                                 | Дарницький                  | Осокорки                 |                 | 12174       |
| Озерна 8-ма (Чорнична)       | вул.  |                                                                 | Дарницький                  | Осокорки                 |                 | 12175       |
| Озерна 14-та (Берізоньки)    | вул.  |                                                                 | Дарницький                  | Осокорки                 |                 | 12176       |
| Озерна 15-та (Дубка)         | вул.  |                                                                 | Дарницький                  | Осокорки                 |                 | 12177       |
| Озерна 16-та (Персикова)     | вул.  |                                                                 | Дарницький                  | Осокорки                 |                 | 12178       |
| Озерний                      | пров. |                                                                 | Дарницький                  | Бортничі                 | 1988            | 11192       |
| Окіпної Раїси                | вул.  | Ярмаркова                                                       | Дніпровський                | Лівобережний масив       | 1965            | 11193       |
| Окуєвої Аміни                | вул.  | Проєктна 13119                                                  | Шевченківський              | Лук'янівка               | 2019            | 13119       |
| Олевська                     | вул.  | Нова 390-та                                                     | Святошинський               | Новобіличі               | 1944            | 11194       |
| Олегівська                   | вул.  | Погребальна                                                     | Шевченківський              | Щекавиця                 | 1869            | 11195       |
| Олександра Олеся             | вул.  | Проектна 12915                                                  | Подільський                 |                          | 2018            | 12915       |
| Олександрівська              | вул.  |                                                                 | Деснянський                 | Труханів острів          | 2011            | 12034       |
| Олександрівська              | вул.  |                                                                 | Шевченківський              | Нивки                    | 1-ша тр. XX ст. | 11196       |
| Олексіївська                 | вул.  |                                                                 | Солом'янський               | Олександрівська слобідка | 1910-ті         | 11197       |
| Олени Пчілки                 | вул.  | Перспективна                                                    | Дарницький                  | Позняки                  | 1993            | 11198       |
| Оленівська                   | вул.  |                                                                 | Подільський                 | Поділ                    | ХІХ ст.         | 11199       |
| Олешківська                  | вул.  | Нова 881-ша, Орловська                                          | Шевченківський              | Сирець                   | 2022            | 11208       |
| Олійника Степана             | вул.  |                                                                 | Дарницький                  | Позняки                  | 1990            | 11200       |
| Ольвійський                  | пров. | Холмогорський                                                   | Голосіївський               | Ширма                    | 2022            | 11797       |
| Ольгинська                   | вул.  | Ольгинська, Маяковського                                        | Печерський                  | Липки                    | 1984            | 11201       |
| Ольжича                      | вул.  | Бабин Яр, Дем'яна Бєдного + Сулимівська                         | Подільський, Шевченківський | Сирець                   | 1993            | 11202       |
| Омелютинська                 | вул.  | Омелютинська + Військово-Кладовищенська, ім. Седовців, Сєдовців | Печерський                  | Бусове поле, Звіринець   | 2018            | 11530       |
| Омеляновича-Павленка Михайла | вул.  | Еспланадна, Урбановича, Суворовська, Суворова                   | Печерський                  | Печерськ                 | 2016            | 11633       |
| Онискевича Григорія          | вул.  | Виноградарський пров.                                           | Святошинський               | Авіамістечко             | 1976            | 11203       |
| Опільська                    | вул.  | Нова 120-та, Вітчизняна                                         | Подільський                 | Біличе поле              | 2022            | 10259       |
| Оппокова Академіка           | вул.  | Проїзд «А», Морозова Павлика                                    | Оболонський                 | ДВС                      | 2017            | 11089       |
| Опришківська                 | вул.  | Нова 615-та, Новоросійська                                      | Дніпровський                | ДВРЗ                     | 2018            | 11170       |
| Оранжерейна                  | вул.  | Нова 866-А                                                      | Шевченківський              | Сирець                   | 1953            | 11204       |
| Орбітна                      | вул.  | Науковий пров.                                                  | Голосіївський               | Феофанія                 | 1958            | 11205       |
| Орвелла Джорджа              | пров. | Нова 883-тя вул., Орловський пров.                              | Шевченківський              | Сирець                   | 2023            | 11209       |
| Організаторська              | вул.  | Лінія 9-та                                                      | Солом'янський               | Батиєва гора             | 1958            | 11206       |
| Оріхуватська                 | вул.  | Електротехнічний пров., Бурмистенка                             | Голосіївський               | Голосіїв                 | 2022            | 10178       |
| Орлика Пилипа                | вул.  | Гімназична, Виноградна, Єлизаветинська, Михайличенка, Чекістів  | Печерський                  | Липки                    | 1993            | 11207       |
| Орхідейна                    | вул.  |                                                                 | Дарницький                  | Осокорки                 |                 | 12140       |
| Освіти                       | вул.  | Нова 6-та                                                       | Солом'янський               | Олександрівська слобідка | 1953            | 11211       |
| Осецького Олександра         | вул.  | Проектна 12985                                                  | Голосіївський               | Віта-Литовська           | 2017            | 12985       |
| Осінній                      | пров. | Леніна 1-й, Ульянова Володимира                                 | Святошинський               | Біличі                   | 2015            | 11734       |
| Осіння                       | вул.  | Леніна, Ульянова Володимира                                     | Святошинський               | Біличі                   | 1985            | 11213       |
| Оскольська                   | вул.  | Новоселівська                                                   | Голосіївський               | Цимбалів яр              | 1955            | 11214       |
| Оскольський                  | пров. |                                                                 | Голосіївський               | Цимбалів яр              | 1950-ті         | 11215       |
| Осокорська                   | вул.  | Кооперативна 2-га + Центральна                                  | Дарницький                  | Осокорки                 | 1955            | 11216       |
| Осокорський                  | пров. | Нова вул.                                                       | Дарницький                  | Осокорки                 | 1955            | 11217       |
| Остапа Вишні                 | вул.  | Ново-рівнобіжна автостраді                                      | Печерський                  | Чорна гора               | 1957            | 11218       |
| Остапенка Сергія             | вул.  | Проектна 12984                                                  | Голосіївський               | Віта-Литовська           | 2017            | 12984       |
| Остерська                    | вул.  | Нова 623-тя                                                     | Дніпровський                | ДВРЗ                     | 1953            | 11219       |
| Остерський                   | пров. | Нова 624-та вул.                                                | Дніпровський                | ДВРЗ                     | 1953            | 11220       |
| Острівна                     | вул.  |                                                                 | Голосіївський               | Корчувате                | 1958            | 11221       |
| Острівна 1-ша                | вул.  |                                                                 | Голосіївський               | Острів Водників          |                 | 12363       |
| Острівна 2-га                | вул.  |                                                                 | Голосіївський               | Острів Водників          |                 | 12364       |
| Острозьких Князів            | вул.  | Московська, ім. Арсенала, Каменева, Щорса, Московська           | Печерський                  | Печерськ                 | 2022            | 11095       |
| Осьмака Кирила               | вул.  | Горького                                                        | Дарницький                  | Бортничі                 | 2015            | 10367       |
| Осьмачки Тодося              | вул.  | Горького                                                        | Деснянський                 | Троєщина                 | 2019            | 10369       |
| Отамановського Валентина     | вул.  | Проектна 12987, Отаманського Валентина                          | Голосіївський               | Віта-Литовська           | 2018            | —           |
| Отаманський                  | пров. | Чехова 1-й                                                      | Дарницький                  | Бортничі                 | 2022            | 11866       |
| Охтирська                    | вул.  | Народна 2-га                                                    | Солом'янський               | Совки                    | 1955            | 11227       |
| Охтирський                   | пров. |                                                                 | Голосіївський               | Совки                    | 1950-ті         | 11228       |
| Очаківська                   | вул.  | Нова 497-ма                                                     | Солом'янський               | Чоколівка                | 1953            | 11229       |
| Очаківський                  | пров. |                                                                 | Солом'янський               | Чоколівка                | 1950-ті         | 11230       |

## Зниклі вулиці
| Назва               | Тип    | Район       | Місцевість             | Рік зникнення | Примітка |
| ------------------- | ------ | ----------- | ---------------------- | ------------- | --- |
| Обсерваторний       | пров.  |             | Кудрявець              |               | фактично існує як безіменний проїзд, у 2010-х роках побудований готель за адресою «Обсерваторний провулок, 3-а» |
| Оболонська          | вул.   |             | Вигурівщина            | 1982          | |
| Обухівська          | вул.   |             | Мишоловка              | 1977          | до 1944 року — 183-тя Нова                                                                                      |
| Обухівський         | пров.  |             | с. Біличі              |               | |
| Окружний            | пров.  |             | Сирець                 | 1978          | |
| Олегівський         | пров.  |             | Щекавиця               | 1977          | |
| Ольгопільський      | пров.  |             | Воскресенська слобідка | 1977          | |
| Орджонікідзе        | вул.   |             | Вигурівщина            | 1980-і        | |
| Оранжерейний        | пров.  |             | Сирець                 | 1977          | назва — з 1957 року                                                                                             |
| Осещинська          | вул.   |             | Воскресенська слобідка |               | |
| Остерська           | вул.   |             | Труханів острів        | 1943          | |
| Островського Миколи | проїзд | Залізничний | Солом'янка             | 1981          | |
| Офіцерська          | пл.    |             | Нивки                  |               | існує як площа без назви                                                                                        |
| Ошитківська         | вул.   |             | Воскресенська слобідка |               | |

## Перейменовані вулиці
| Стара назва               | Нова назва                    | Район          | Дата перейменування | Сучасна назва                 |
| ------------------------- | ----------------------------- | -------------- | ------------------- | ----------------------------- |
| Оболонська (2-га)         | Краєвидний пров.              | Дарницький     | 1955                | ліквідовано                   |
| Оболонський пр-т          | Корнійчука Олександра пр-т    | Подільський    | 1973                | Оболонський просп.            |
| Обухівський пров.         | Нарбута Георгія               | Радянський     | 1969                | ліквідовано                   |
| Овідіопольська            | Заремби                       | Дарницький     | 1961                | ліквідовано                   |
| Овідіопольський пров.     | Забіли Віктора                | Дарницький     | 1961                | ліквідовано                   |
| Овражна                   | Романівська                   |                | 1913                | Забайківська                  |
| Овражний пров.            | Яровий пров.                  | Солом'янський  | 2018                | Яровий пров.                  |
| Огородній (2-й) пров.     | Докучаївський пров.           | Залізничний    | 1955                | Докучаєвський пров.           |
| Огородня (2-га)           | Докучаївська                  | Залізничний    | 1955                | Докучаєвська                  |
| Огуречна                  | Огіркова                      | Подільський    | 2018                | Огіркова                      |
| Одоєвського               | Байрона                       | Подільський    | 2022                | Байрона                       |
| Одоєвського пров.         | Воїнова Олександра пров.      | Подільський    | 2022                | Воїнова Олександра пров.      |
| Олексіївська              | Бориспільська                 | Дарницький     | 1938                | Бориспільська                 |
| Олексіївська              | Гризодубової Валентини        | Залізничний    | 1938                | Сікевича Володимира           |
| Олексіївська              | Молодогвардійська             | Залізничний    | 1955                | Сікевича Володимира           |
| Ольгинська (2-га)         | Заломова Петра                | Залізничний    | 1957                | Яновського Феофіла            |
| Ольгинський пров.         | Айвазовського пров.           | Молотовський   | 1939, 1944          | Айвазовського пров.           |
| Орджонікідзе              | Банкова                       | Старокиївський | 1992                | Банкова                       |
| Орловська                 | Олешківська                   | Шевченківський | 2022                | Олешківська                   |
| Орська                    | Мови Василя                   | Подільський    | 2022                | Мови Василя                   |
| Осиповського              | Байди-Вишневецького           | Подільський    | 2022                | Байди-Вишневецького           |
| Островитянське шосе       | Військовий шлях               | Печерський     | 1944                | Бойчука Михайла               |
| Островського Миколи       | Рудинських Родини             | Дарницький     | 2016                | Рудинських Родини             |
| Островського Миколи       | Скрипника Мстислава Патріарха | Солом'янський  | 2016                | Скрипника Мстислава Патріарха |
| Островського Миколи пров. | Хомова Ярослава пров.         | Солом'янський  | 2016                | Хомова Ярослава пров.         |
| Отаманського Валентина    | Отамановського Валентина      | Голосіївський  | 2018                | Отамановського Валентина      |
| Охотська                  | Мисливська                    | Голосіївський  | 2018                | Мисливська                    |
| Охотський пров.           | Мисливський пров.             | Голосіївський  | 2018                | Мисливський пров.             |
|                           |                               |                |                     |                               |